# Synanceia verrucosa
Synanceia verrucosa, conhecido no Brasil como Peixe-Pedra, é um peixe da família Synanceiidae, encontrado na Nova Zelândia, na Austrália e em algumas regiões do Brasil. Confundidos facilmente com pedras ou corais, eles sobrevivem até um dia fora d'água. É o peixe mais venenoso conhecido atualmente, e sua ferroada pode ser fatal para os seres humanos. Pode ser encontrado no Oceano Pacífico e Índico e mede entre 30 e 60 centímetros. A sua alimentação consiste em pequenos peixes e crustáceos. A sua cor esverdeada torna-o particularmente difícil de ser visto pelas pessoas, o que faz com que muitas pessoas os pisem acidentalmente. Estes peixes podem habitar também praias rochosas e lagoas com fundos de pedras. Trata-se de um peixe que é solitário e territorialista e costuma permanecer quieto, sem se mexer, o que permite que as suas presas se aproximem e não os vejam. Se uma pessoa pisar um peixe pedra, o que acontece várias vezes, o seu veneno causa dor intensa e intratável, pois nem a morfina consegue aliviar a dor. A pessoa é forçada a aguentar uma dor insuportável durante várias horas. Há mesmo relatos de pessoas que depois de pisarem em um peixe pedra, chegam a pedir aos médicos que amputem o membro infectado com o veneno, pois não há nada que alivie a dor provocada pelo seu veneno. A sua picada pode ser fatal para as crianças e pessoas idosas se não houver cuidados médicos. Existem relatos não comprovados, que pessoas que sofrem de artrite ou osteoporose, tiveram melhorias de mobilidade e redução da dor causada pela doença após o acidente com o peixe. Outro relato não comprovado é que a dor da picada pode voltar com intensidade similar anos após o acidente.

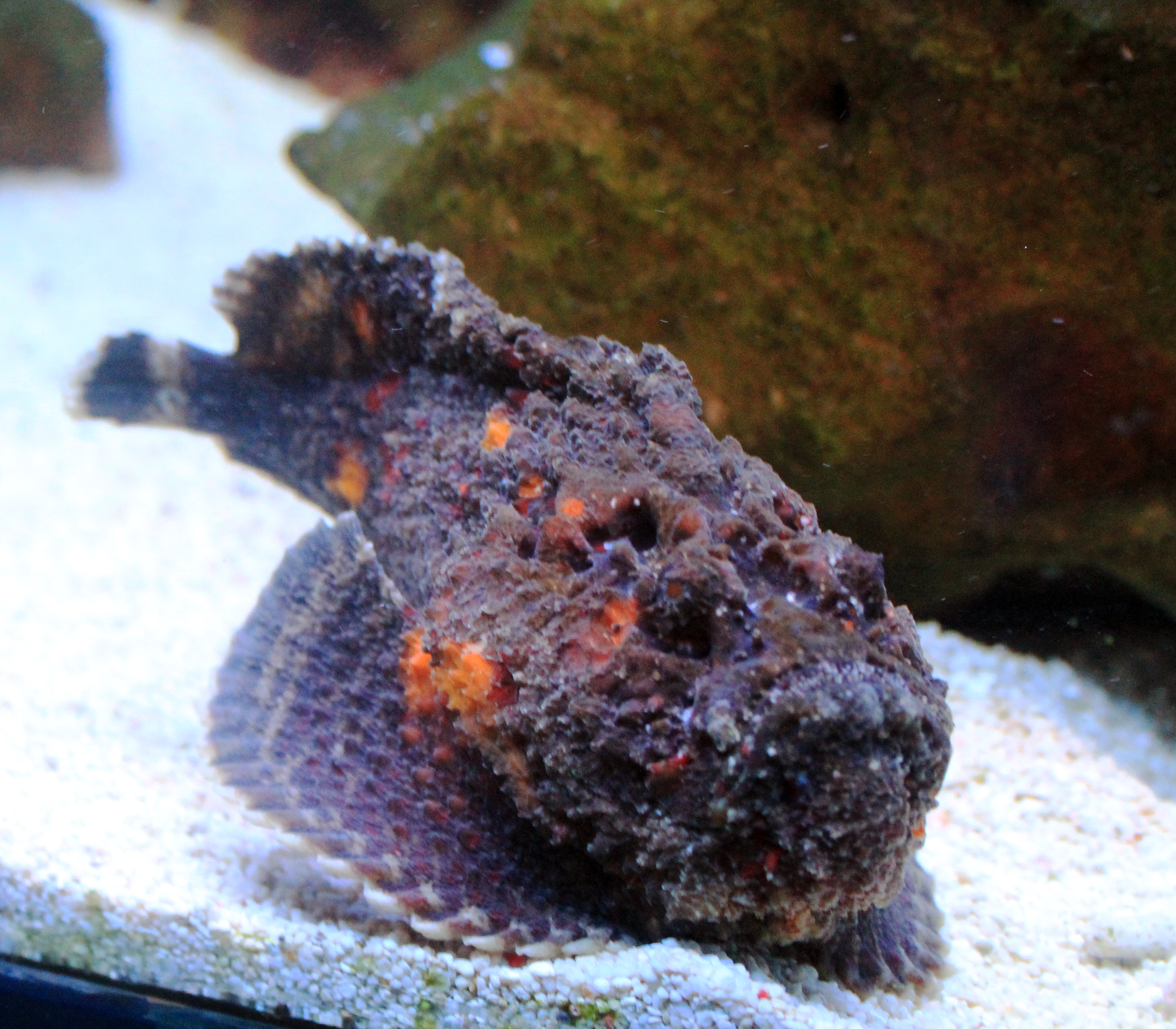
Um peixe-pedra fotografado no Aquário de Praga

.